# أب كاسة (زلاغي الغربي)
أب کاسة (بالفارسية: آب کاسه) هي قرية تقع في إيران في قسم زلاغي الغربي الریفي. يقدر عدد سكانها بـ 91 نسمة بحسب إحصاء 2016.